# Luno
Luno est un manga de Kei Tōme.
Il ne compte à l'heure actuelle qu'un seul tome, sorti le 20 mars 2003 chez Square-Enix. Les six chapitres qui le composent ont auparavant été prépubliés dans le magazine Monthly Shōnen Gangan, entre janvier et juin 2002.
Bien que l'histoire semble se terminer à la fin du volume, celui-ci porte le numéro 1, ce qui appelle a priori un numéro 2. La mangaka parle en effet dans les bonus de fin de volume d'écrire la suite un jour, mais à l'heure actuelle aucun nouveau chapitre de cette série n'a été prépublié. Le rythme de publication de Kei Tōme étant assez irrégulier, on ne peut pas trop savoir quand elle s'y mettra.
Ce tome unique a été traduit et publié en France en mars 2009 chez Kana, avec une couverture rigide similaire à celle de l'édition japonaise, une singularité dans la branche du manga.

## Particularités de ce titre
- Sa prépublication dans le Monthly Shōnen Gangan fait de lui un shōnen manga, alors que tous les autres titres de la mangaka sont des seinen. Pour que le public visé puisse s'identifier aux personnages principaux, Tito et Djita sont d'ailleurs deux enfants alors que les héros de Kei Tōme sont habituellement des adolescents voire des adultes.
- Les mangas de Kei Toume se déroulent toujours au Japon. Cependant, après un séjour en Amérique, la mangaka a voulu créer une histoire se déroulant dans un pays étranger. Luno lui en a donné l'occasion, puisque le lieu de l'action est une petite ville d'Occident (mais l'endroit et l'époque sont volontairement laissés flous).
- Luno, le titre du manga, mais aussi les noms des chapitres (Nokto 1, Nokto 2 etc.) ainsi que ceux de certains personnages (comme Morto) sont des mots d'espéranto.

## Résumé
Une petite ville d'Occident ennuyeuse que ses jeunes habitants finissent tous par déserter un jour ou l'autre, tel est l'endroit où habite Tito. Depuis que son père est mort et que sa sœur est partie dans une grande ville, il vit seul avec sa mère. Jeune garçon peu courageux, il aime l'aventure mais seulement celle des livres. Autrement dit, aller explorer la vieille maison abandonnée où habiterait un homme bizarre ou bien tenter d'en savoir plus sur cette rumeur de pilleurs de tombes qui séviraient dans le voisinage, ce n'est pas pour lui.
Un jour, son chemin croise celui de Djita, une jeune vagabonde vivant de menus larcins. Décidé à lui venir en aide, il réussit à sympathiser avec celle-ci. Elle lui raconte alors son histoire... Il y a deux ans, ses parents ont été tués pour avoir mené des recherches sur une ancienne tribu qui aurait le pouvoir de ressusciter les morts. Depuis, Djita fuit de ville en ville pour échapper à leur assassin. Avant de partir une nouvelle fois, elle confie à Tito une montre à gousset ayant apparemment un rapport avec les recherches de ses parents.
Malheureusement pour Djita, ses poursuivants la rattrapent pendant la nuit. Il s'agit des pilleurs de tombes de la rumeur, et ils en ont après sa montre. Lorsque Djita tente de leur échapper, leur leader Morto la tue d'un coup de revolver, puis s'apprête à emporter son corps. C'est à ce moment que Tito, qui avait ressenti un appel de Djita, intervient. Alors que Morto allait lui dérober la montre, le vieil homme de la maison abandonnée apparaît. Du nom d'Argos, il semble connaître Morto et provoque la fuite de ce dernier.
Promettant à Tito de lui expliquer ce qu'est cette montre à gousset s'il le suit, Argos emporte le corps de Djita. En utilisant le pouvoir de la montre, il parvient à faire parler à travers Djita l'esprit de Lisetta, la grand-mère de celle-ci. Il s'avère que Lisetta, Morto et Argos appartiennent tous trois au peuple Moza, celui qui détenait le pouvoir de résurrection. Il y a longtemps, la première est partie de leur île pour le continent, tandis que les deux autres sont les seuls survivants de l'invasion qui eut lieu quelques années après. Morto est aujourd'hui à la tête d'une secte secrète possédant de multiples ramifications. C'est pour augmenter l'influence de celle-ci qu'il recherche la montre, afin d'accroître ses propres pouvoirs qui à eux seuls ne lui permettent pas de maîtriser la résurrection. Lorsque Lisetta cesse de parler, Djita revient à elle, et se voit expliquer par Argos qu'elle ne vieillira plus car est à présent une morte-vivante...
Le jour de la nouvelle lune, Morto passe à l'offensive pour tenter une nouvelle fois de récupérer la montre. Les armes n'ayant pas d'effet contre lui (tout comme Djita, il a été ressuscité par son frère Argos il y a 30 ans) il réussit à ligoter Tito et Djita, et s'apprête à tuer Argos après lui avoir fait part de sa haine envers lui et de sa volonté de pouvoir. Djita ayant réussi à se détacher de ses liens, elle désarme in extremis Morto et s'apprête à le tuer en utilisant les pouvoirs de Lisetta. Tito la convainc cependant que la vengeance de la mort de ses parents ne lui apportera pas la paix.
Morto réalise alors que plus qu'au pouvoir ou à la richesse, il n'aspire plus qu'au repos à présent, et demande à Argos de le tuer. Après son enterrement, Djita part avec Argos. N'ayant pas de but pour occuper son éternité de morte-vivante, elle demande au vieil homme de la laisser mourir après avoir pu revoir sa ville natale.